# Badhuset i Riddarfjärden

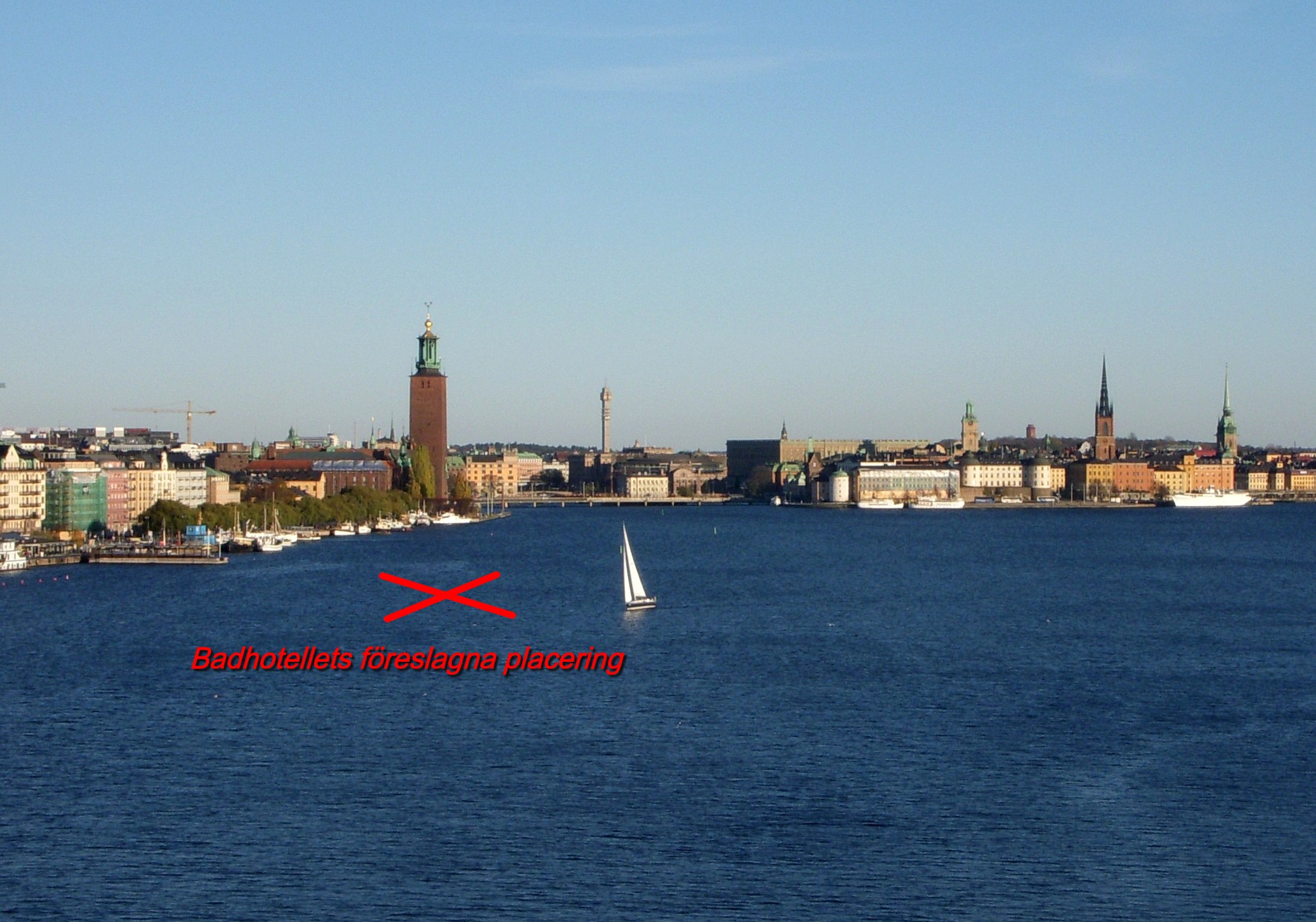
Badhotellets föreslagna placering.

Badhuset i Riddarfjärden var en av arkitekt Thomas Sandell planerad bad- och hotellanläggning, som var tänkt att flyta på Riddarfjärden vid Norr Mälarstrand i höjd med Kungsholmstorg.
Det ursprungliga förslaget från 2005 avsåg ett cirkelformat lyxhotell med en diameter av 125 meter och en höjd av 10 till 11 meter. Det femstjärniga hotellet skulle ha 70 rum och ett kallbadhus i mitten. Efter omfattande protester lämnades 2007 ett bantat förslag, där byggnadens diameter hade reducerats till 100 meter och bygghöjden sänktes något.
I september 2007 avgjordes frågan om badhotellet i Riddarfjärden och efter socialdemokraternas nej till anläggningen fanns det ingen politisk majoritet för förslaget längre.
Thomas Sandell gav sig dock inte och lämnade 2008 ett förslag till badhotell i Ulvsundasjön istället.